# 化学岩

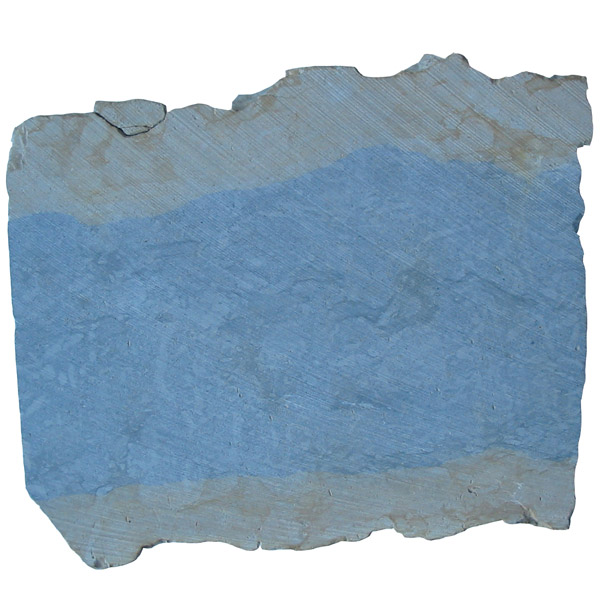
白云石，一种化学岩

化学岩是沉积岩的一种，所以也叫做“化学沉积岩”，是母岩风化后，被水溶解，可以是真溶液也可以是溶胶，被海水或其他水体搬运到湖盆或海盆，重新沉积下来，其中可能经历了化学变化，例如碳酸钙被水溶解成碳酸氢钙，后来由于温度变化又释放出二氧化碳重新成为碳酸钙沉积。沉积后的物质经过成岩作用变成的岩石为化学岩。
化学岩往往是一种有重要意义的沉积矿床，例如岩盐、钾盐、石膏、芒硝、石灰石、白云石、铁矿、锰矿、铝土矿等一般都是又化学岩组成。